# Tusly (Bilhorod-Dnistrowskyj)
Tusly (ukrainisch Тузли; russisch Тузлы, rumänisch Tuzla) ist ein Dorf im Budschak im Südwesten der Ukraine mit etwa 1800 Einwohnern (2021).

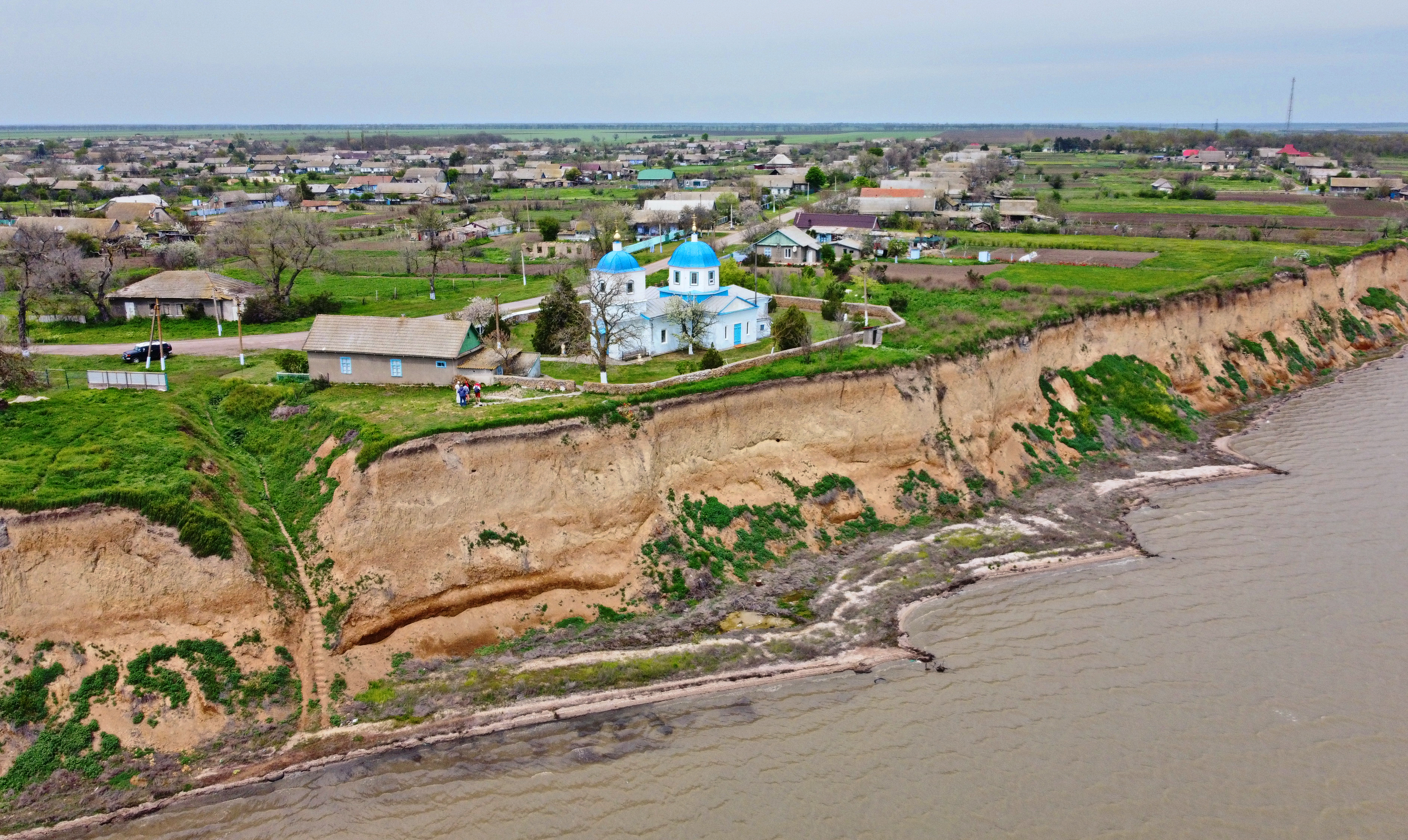
Tusly mit denkmalgeschützter St.-Michael-Kirche

Das 1787 gegründete Dorf ist das administrative Zentrum der gleichnamigen Landratsgemeinde. Tusly liegt am Burnas-Liman (Бурнас лиман), einem Ramsar-Gebiet an der Küste des Schwarzen Meeres im Südosten des Rajon Bilhorod-Dnistrowskyj in der Oblast Odessa. Der Name kommt vom türkischen tuzla für „Salze, Salzwerk“.
Das ehemalige Rajonzentrum Tatarbunary liegt 43 Kilometer östlich und das Oblastzentrum Odessa liegt etwa 115 Kilometer nordöstlich des Dorfes.

## Verwaltungsgliederung
Am 7. August 2015 wurde das Dorf zum Zentrum der neugegründeten Landgemeinde Tusly (Тузлівська сільська громада/Tusliwska silska hromada). Zu dieser zählten auch noch die Dörfer Besimjanka, Lebediwka, Nowomychajliwka, Sadowe, Wessela Balka und Wessele, bis dahin bildete es zusammen mit den Dörfern Lebediwka, Nowomychajliwka und Wessela Balka die gleichnamige Landratsgemeinde Tusly (Тузлівська сільська рада/Tusliwska silska rada) im Osten des Rajons Tatarbunary.
Am 12. Juni 2020 kam noch das Dorf Basarjanka zum Gemeindegebiet.
Seit dem 17. Juli 2020 ist es ein Teil des Rajons Bilhorod-Dnistrowskyj.
Folgende Orte sind neben dem Hauptort Tusly Teil der Gemeinde:
| Name                     | Name           | Name                             | Name          |
| ukrainisch transkribiert | ukrainisch     | russisch                         | rumänisch     |
| ------------------------ | -------------- | -------------------------------- | ------------- |
| Basarjanka               | Базар'янка     | Базарьянка                       | Bazarianca    |
| Besimjanka               | Безім'янка     | Безымянка (Besymjanka)           | Bezimenca     |
| Lebediwka                | Лебедівка      | Лебедёвка (Lebedjowka)           | Baile Burnas  |
| Nowomychajliwka          | Новомихайлівка | Новомихайловка (Nowomichailowka) | Zangherovca   |
| Sadowe                   | Садове         | Садовое (Sadowoje)               | -             |
| Wessela Balka            | Весела Балка   | Весёлая Балка (Wessjolaja Balka) | Veselia-Bâlca |
| Wessele                  | Веселе         | Весёлое (Wessjoloje)             | -             |